# Trupanea simpatrica
Trupanea simpatrica är en tvåvingeart som beskrevs av Frias 2005. Trupanea simpatrica ingår i släktet Trupanea och familjen borrflugor. Inga underarter finns listade i Catalogue of Life.